# کمبود لیپوپروتئین لیپاز
کمبود لیپوپروتئین لیپاز (انگلیسی: Lipoprotein lipase deficiency) که با عناوین دیگری نظیر «سندرم شیلومیکرونمی فامیلیال»، «شیلومیکرونمی»، «سندرم شیلومیکرونمی» و «هایپرلیپوپروتئینمی نوع Ia» هم شناخته می‌شود، یک بیماری نادر ارثی است که در اثر جهش در ژن کدکنندهٔ آنزیم لیپوپروتئین لیپاز ایجاد می‌شود. در نتیجه، افراد مبتلا دچار فقدان این آنزیم مهم بوده و قادر به هضم و تجزیهٔ تری‌گلیسریدها نیستند.
در پلاسمای این افراد سطح شیلومیکرون‌ها بشدت بالا می‌رود و هیپرتری‌گلیسریدمی رخ می‌دهد. (معمولاً سطح ناشتای تری‌گلیسریدهای خون در این بیمارن بالای ۲۰۰۰ میلی‌گرم در دسی‌لیتر است) علائم این بیماری در دوران نوزادی، دردهای کولیکی شکم، اختلال رشد است. در تمامی سنین، شایع‌ترین علامت بیماری، دردهای راجعهٔ شکمی و پانکراتیت حاد است. این درد ممکن است در بالای شکم باشد و به پشت بزند، یا آنکه در تمامی شکم گسترده باشد و علائم یک شکم حاد اورژانسی را تقلید کند. از سایر علائم می‌توان به بزرگ‌شدن کبد و طحال (هپاتواسپلنومگالی)، زانتومای فورانی (تقریباً در ۵۰٪ بیماران) و تجمع چربی در شبکیه (لیپمیا رتینالیس) اشاره کرد. بروز پانکراتیت‌های حاد، علاوه بر خطر جانی، می‌تواند احتمال نارسایی مزمن لوزالمعده و دیابت را بدنبال داشته باشد.
میزانِ بروز این بیماری، ۱ در یک میلیون نفر است.